# Premier League Darts 2005
De 888.com Premier League Darts 2005 was de eerste editie van het PDC-toernooi dat tegenwoordig de Holsten Premier League Darts heet. De wedstrijden vonden wekelijks op een andere locatie in Groot-Brittannië plaats. Phil Taylor won de inaugurele editie van het evenement.

## Deelnemers en gebeurtenissen
Tijdens de eerste editie van de Holsten Premier League Darts bestond het deelnemersveld van 's werelds enige dartcompetitie uit wereldkampioen Phil Taylor (The Power), John Part (Darth Maple), Roland Scholten (The Tripod), Colin Lloyd (Jaws), Mark Dudbridge (The Flash), Peter Manley (One Dart) en Wayne Mardle (Hawaii 501).
Phil Taylor won pouleronde van het toernooi met overmacht - hij won elf van de twaalf wedstrijden en verloor geen enkele partij - en werd in de playoff-fase vergezeld door Colin Lloyd (2de), Peter Manley (3de) en de Nederlander Roland Scholten (4e). De overige plaatsen werden bezet door Mark Dudbridge (5e), John Part (6e) en Wayne Mardle (7e).
In de halve finale van het toernooi leek lange tijd een sensatie van formaat in de maak nadat Roland Scholten een 11-7 voorsprong had genomen op twaalfvoudig wereldkampioen Phil Taylor. Uiteindelijk wist Taylor in een bloedstollend duel alsnog te winnen, nadat Scholten dichtklapte op de dubbels. Colin Lloyd plaatste zich zonder al te veel moeite voor de finale door Peter Manley met duidelijke cijfers te verslaan.
De eerste finale van de Holsten Premier League Darts werd weer een ouderwetse 'Phil Taylor Show': hij veegde Jaws met 16-4 van het bord.

## Eindstand 2005
| Naam            | Land | Wed | Win | Gel | Ver | Saldo | Pnt |
| --------------- | ---- | --- | --- | --- | --- | ----- | --- |
| Phil Taylor     | ENG  | 12  | 11  | 1   | 0   | +62   | 23  |
| Colin Lloyd     | ENG  | 12  | 6   | 4   | 2   | +10   | 16  |
| Peter Manley    | ENG  | 12  | 5   | 2   | 5   | -14   | 12  |
| Roland Scholten | NED  | 12  | 3   | 3   | 6   | -20   | 9   |
| Mark Dudbridge  | ENG  | 12  | 3   | 2   | 7   | -8    | 8   |
| John Part       | CAN  | 12  | 3   | 2   | 7   | -10   | 8   |
| Wayne Mardle    | ENG  | 12  | 3   | 2   | 7   | -20   | 8   |

## Play-offs
| Halve Finale |     |   |                 |     |         |
| ------------ | --- | - | --------------- | --- | ------- |
| Colin Lloyd  | ENG | - | Peter Manley    | ENG | 13 - 7  |
| Phil Taylor  | ENG | - | Roland Scholten | NED | 13 - 11 |
| Finale       |     |   |                 |     |         |
| Phil Taylor  | ENG | - | Colin Lloyd     | ENG | 16 - 4  |

2005 ·
2006 ·
2007 ·
2008 ·
2009 ·
2010 ·
2011 ·
2012 ·
2013 ·
2014 ·
2015 ·
2016 ·
2017 ·
2018 ·
2019 ·
2020 ·
2021 ·
2022 ·
2023 ·
2024 ·
2025